# سکاره (سوئد)
سکاره یا سکوره (به سوئدی: Skåre) شهری در ناحیهٔ شهریِ کارلشته در کشور سوئد. جمعیت این شهر ۵۴۰۲ نفر است.